# Constant Troyon
Constant Troyon (Sèvres, 28 augustus 1810 – Parijs, 21 februari 1865) was een Franse kunstschilder. Hij behoorde tot de School van Barbizon.

## Levensloop
Hij was de zoon van Jean-Marie-Dominique Troyon (1780-1817), een decorateur in de Manufacture nationale de Sèvres, en van zijn vrouw Jeanne Pracht. Hij werd opgeleid door de conservator van een museum in Sèvres tot hij in 1830 de schilder Paul Huet ontmoette met wie hij verder werkte. Hij ontdekte het werk van landschapsschilders zoals Paulus Potter en Albert Cuyp en zette vanaf dan dieren op het voorplan in zijn werk. Men rekent hem bij de realisten.
Op het einde van zijn leven werd hij krankzinnig en schilderde hij koeien in bomen. Hij werd op het Cimetière de Montmartre begraven.

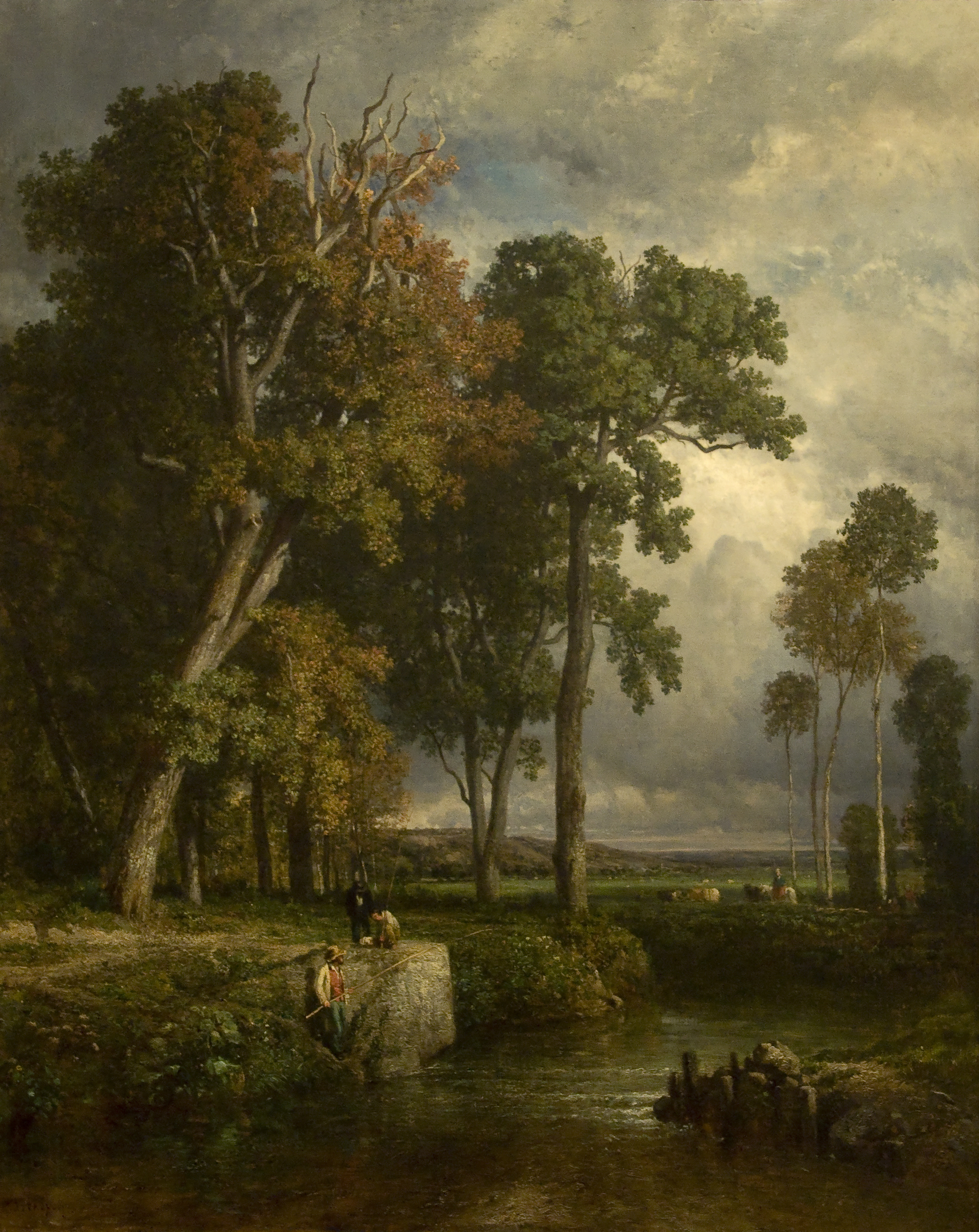
De vissers in het Museu Calouste Gulbenkian

- Bibliothèque nationale de France: cb149531140 (data)
- Stuttgart Database of Scientific Illustrators 1450–1950: 11452
- Gemeinsame Normdatei: 12357353X
- International Standard Name Identifier: 0000 0000 6656 4504
- KulturNav: 40fe8f7e-643f-4c34-b76c-05fa4f7c1bca
- Library of Congress Control Number: nr90023316
- Base Léonore: LH//2635/39
- Nationale Bibliotheek van Tsjechië: jo2003184022
- Nationale Bibliotheek van Israël: 987007293995805171
- Nationale Bibliotheek van Polen: a0000003661138
- Nederlandse Thesaurus van Auteursnamen: 119874091
- RKD-Nederlands Instituut voor Kunstgeschiedenis: 78315
- SNAC: w68w3hd0
- Système universitaire de documentation: 081016794
- Union List of Artist Names: 500003566
- Virtual International Authority File: 7656050
- WorldCat: E39PBJhMpmcYkbdyQhKvjDqxXd